# Atrytone arogos
Atrytone arogos är en fjärilsart som beskrevs av Jean Baptiste Boisduval och John Lawrence LeConte 1833. Atrytone arogos ingår i släktet Atrytone och familjen tjockhuvuden. Inga underarter finns listade i Catalogue of Life.

## Bildgalleri

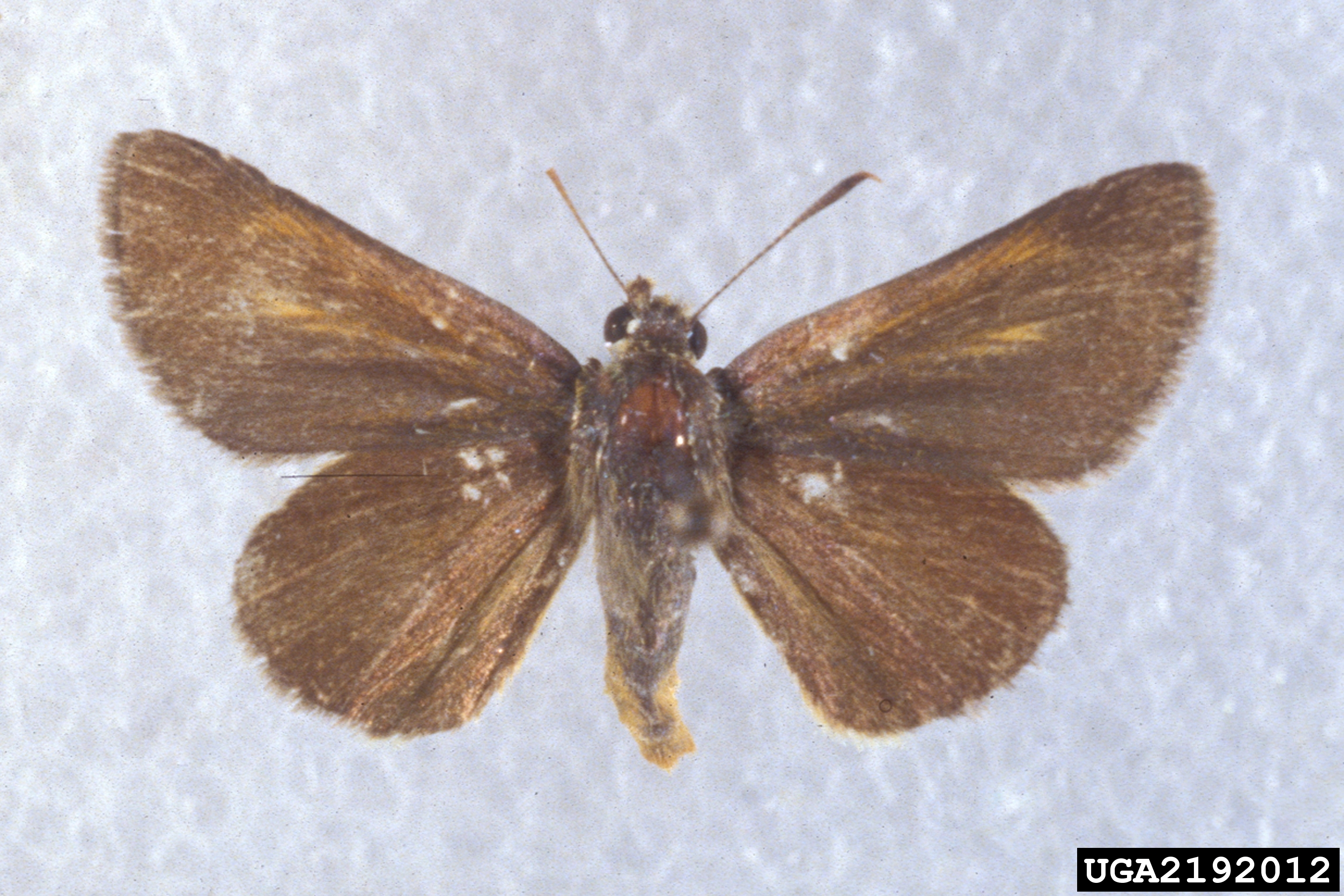
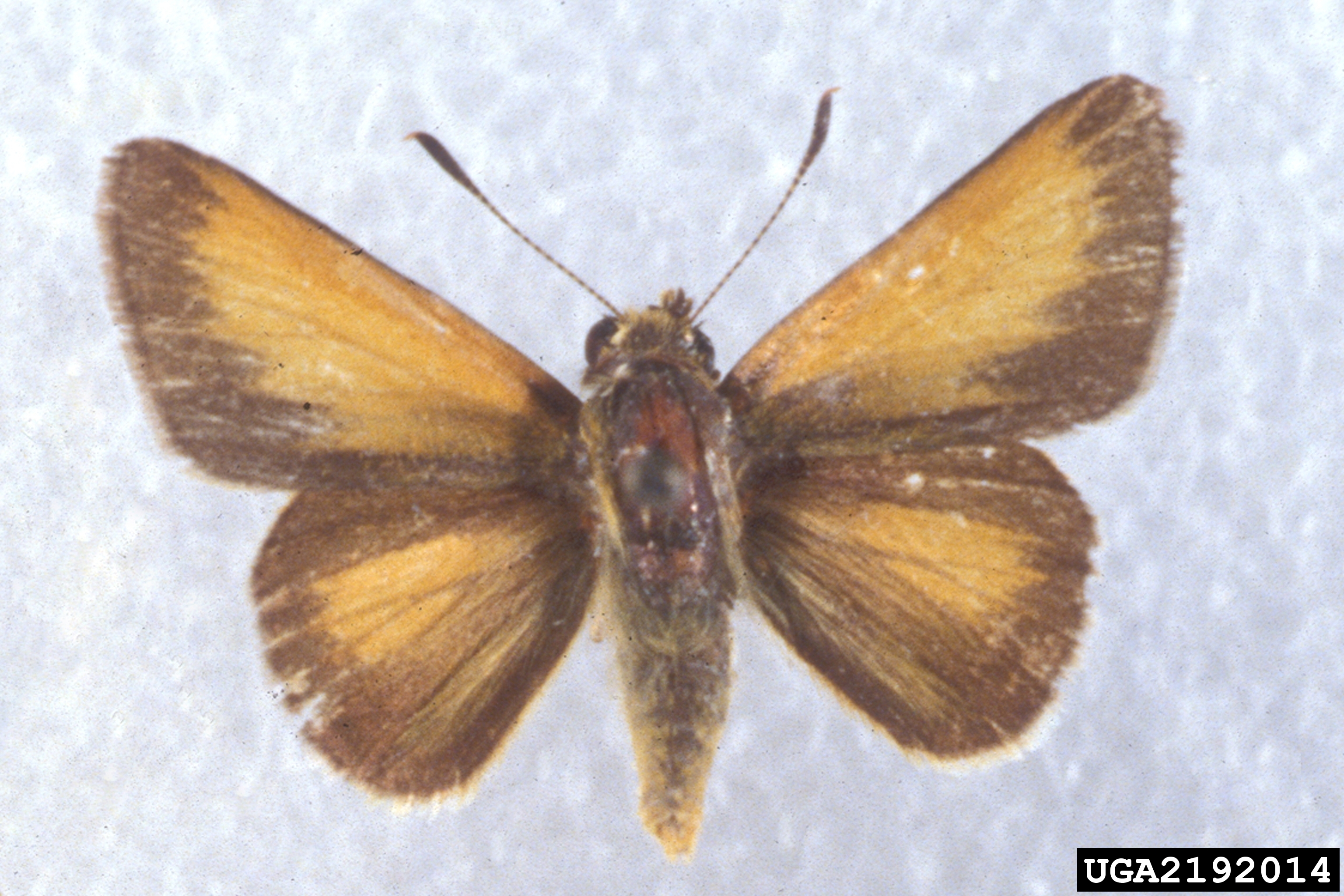
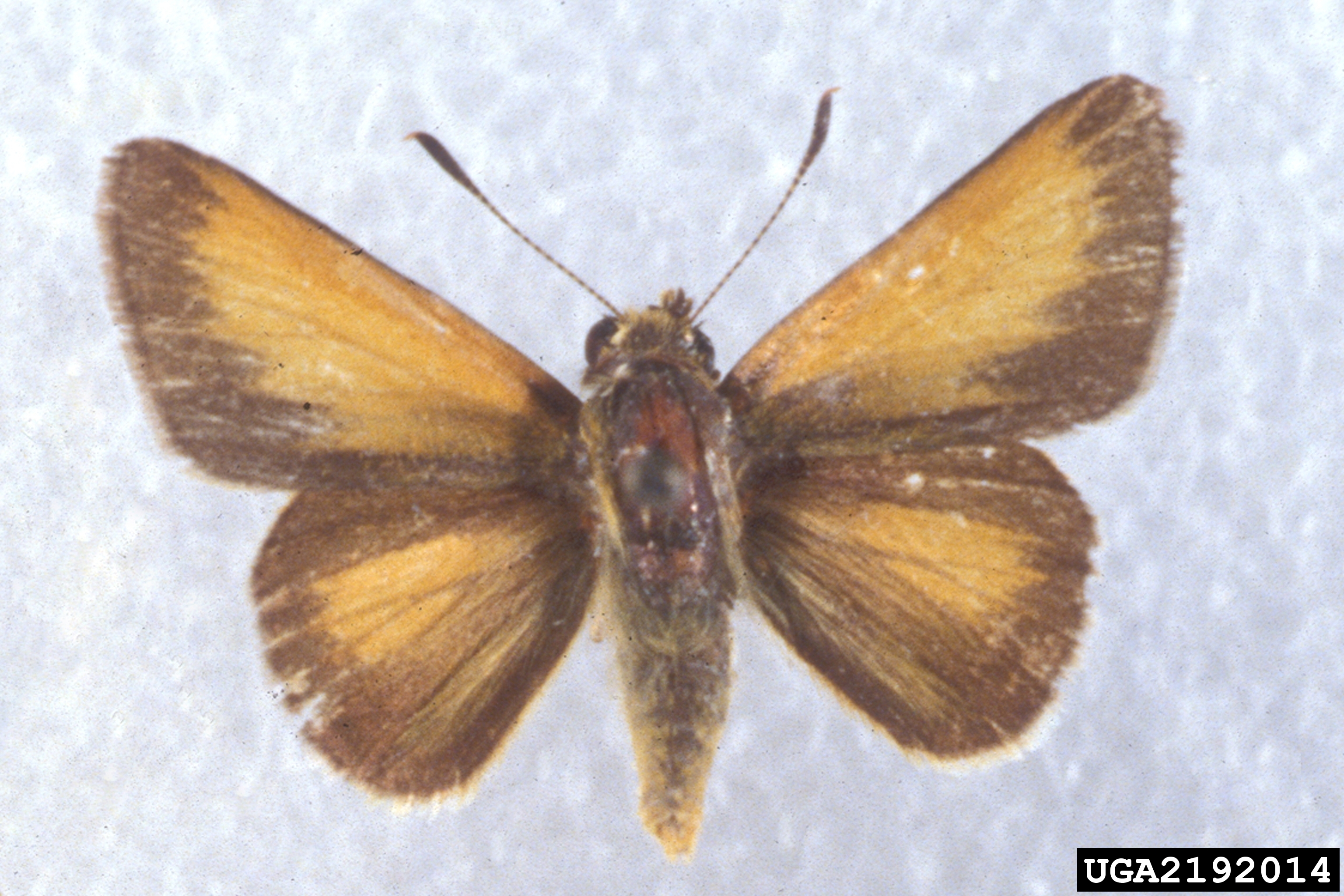